# Ostracoberyx dorygenys
Ostracoberyx dorygenys är en fiskart som beskrevs av Fowler, 1934. Ostracoberyx dorygenys ingår i släktet Ostracoberyx och familjen Ostracoberycidae. Inga underarter finns listade i Catalogue of Life.